# شهرستان دالاس (میزوری)
شهرستان دالاس، میزوری (به انگلیسی: Dallas County, Missouri) یک سکونتگاه مسکونی در ایالات متحده آمریکا است که در میزوری واقع شده‌است.